# 卡瓦拉斯卡
卡瓦拉斯卡（義大利語：Cavallasca），曾是意大利科莫省的一个市镇。总面积2平方公里，人口2932人，人口密度1466.0人/平方公里（2009年）。ISTAT代码为013061。
2017年1月1日，卡瓦拉斯卡合并至圣费尔莫-德拉巴塔利亚市镇。